# Réaction d'Hagedorn-Jensen
La réaction de Hagedorn-Jensen est utilisée pour doser les sucres réducteurs où le Fer III+ joue le rôle d’oxydant.
Le Fer III+ est réduit par le sucre réducteur en Fer II+.
Les Fer III+/Fer II+ peuvent être utilisés sous forme de ferricyanure / ferrocyanure :
[Fe(CN)6]3− + 1 ē → [Fe(CN)6]4−.